# Імітаційне моделювання складних систем
Імітаційне моделювання складних систем - метод дослідження складних систем на базі імітаціного моделювання.
Також навчальна дисципліна професійної підготовки в ВНЗ.

## Імітаційна модель
Імітаційні моделі зв'язані не з аналітичним поданням, а з принципом імітації за допомогою інформаційних та програмних засобів складних процесів і систем в найскладнішому аспекті — динамічному.

## Основні поняття імітаційного моделювання складних систем
Пристрій (засіб) — елемент імітаційної моделі, який дозволяє провести імітацію процесу обслуговування .
- прості (одноканальні) — обслуговують одночасно одну заявку
- складні (багатоканальні) — дозволяють одночасно обслуговувати кілька заявок.

Пристроям задаються пріоритети:
- абсолютні (більш пріоритетна заявка перериває обслуговування поточної заявки)
- відносні (заявка більшого пріоритету очікує закінчення обслуговування поточної заявки).

Заявка — ініціює початок будь-якого процесу в системі.
Заявка характеризується внутрішньою структурою: одиночна / групова (група однотипних заявок).
Генератор заявок — описує закони надходження заявок в систему:
1. детерміновані (чітко визначають час надходження заявки в систему)
2. імовірнісні (можна використовувати нормальне, рівномірне, експоненціальне і ін.)

Завдання — являють собою будь-яку активність — елемент процесу
Черга — елемент моделі, який відображає пасивність і здійснює статистичне накопичення результатів. Черга включає заявки, які з якихось причин не можуть бути обслужені. Черги ставляться перед кожним пристроєм, на вході системи, на виході або в точках, які є потенційними «вузькими» місцями в системі, або в цій точці необхідно провести додаткове накопичення результату.

Процес — те, для чого описується модель.
- прості: послідовний характер виконання; мінімальна кількість типів заявок, умов ініціації процесу і обслуговування заявок; наявність простих пристроїв в обслуговуванні.
- складні: описуються великою кількістю типів заявок; мають складні умови розвитку і ініціації; використовуються складні, багатофазні пристрої.

Для опису процесу необхідно знати:
1. заявки, які з ним пов'язані
2. характер їх надходження в систему (умови ініціації самого процесу)
3. пристрої, які пов'язані з обслуговуванням в рамках даного процесу
4. план-графік виконання робіт або завдань в рамках даного процесу
5. умови зв'язку з іншими процесами
6. критерій оцінки ефективності

Події — пов'язані зі зміною стану системи і її об'єктів. Події забезпечують уривчастість процесу. Процес представляється з набору активностей і пасивностей. Початок кожної активності пов'язано з виникненням події в системі.
Системний часМеханізми обліку системного часу:
1. час змінюється рівномірно з певною дискретністю (лічильник часу спрацьовує при певній кількості одиниць, при кожному спрацьовуванні виникають події, які поміщаються в спеціальний список майбутніх подій. Якщо час події, що знаходиться в списку менше або дорівнює часу спрацьовування лічильника, то подія запускається на виконання) . — неефективно для більшої частини систем (лічильник спрацьовує вхолосту)

1. стрибкоподібна зміна часу відповідно до виникненням подій. Список майбутніх подій — кожна подія має характеристику часу виникнення.

Керуюча програма (монітор) переглядає список майбутніх подій і витягує подія, яка знаходиться в вершині, здійснює:
- зміну значення лічильника часу (часу настання даної події)
- запуск на виконання даної події.

## Випадкові фактори в моделюванні
Джерела появи випадкових факторів можуть бути зовнішніми і внутрішніми.
Для моделювання випадкових факторів необхідно знати закон, за яким змінюються випадкові чинники. Даний закон зазвичай задається за допомогою відповідних теоретичних або емпіричних функцій розподілу. При цьому необхідно використовувати генератори псевдовипадкових чисел для імітації випадковості тих чи інших подій.